# Bút Không Gian

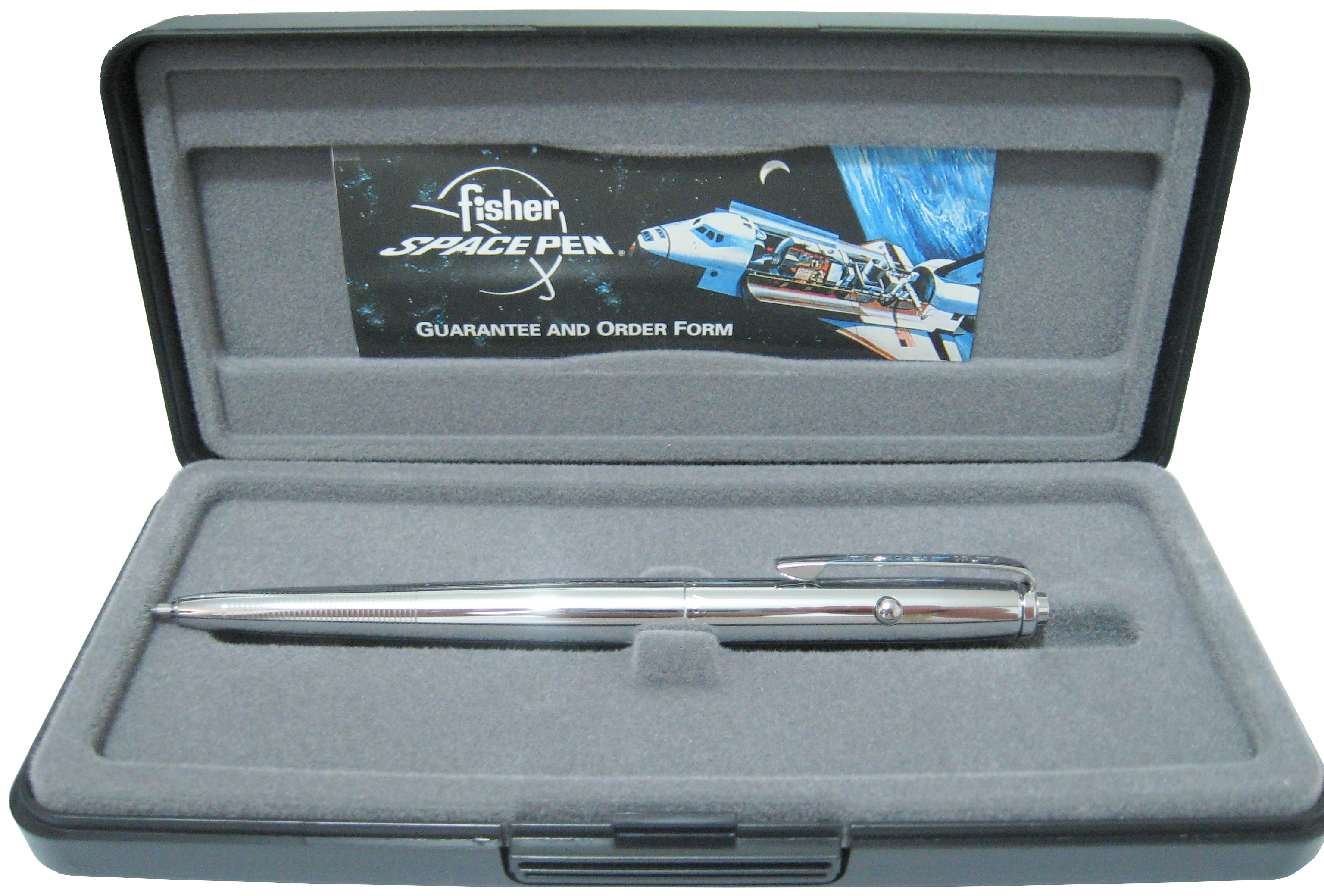
Bút "AG-7 Astronaut Space Pen" trong hộp.

Bút Không Gian (tiếng Anh: Space Pen), còn gọi là Bút Không Trọng Lực (Zero Gravity Pen), được kinh doanh bởi Fisher Space Pen Company, là bút bi dùng hộp mực điều áp có khả năng hoạt động trong môi trường không trọng lực, dưới nước, trên giấy ướt hay trơn láng. Bút có thể viết ở mọi góc độ và trong hoạt động trong khoảng nhiệt độ môi trường rất rộng. Bút Không Gian của hãng Fisher do nhà tư bản công nghiệp kiêm nhà sản xuất bút người Mỹ Paul C. Fisher phát minh, và được sản xuất tại thành phố Boulder City, Nevada, Mỹ. Bằng sáng chế đầu tiên của Paul C. Fisher là cho bút AG7 "Anti-Gravity" năm 1965. Bút từ các nhà sản xuất khác có cùng một số hoặc tất cả các tính năng trên cũng đã xuất hiện trên thị trường.

## Mô hình
Có hai phong cách nổi bật của loại bút này là: AG7 "Astronaut pen", có dạng dài, mảnh, đầu bi thụt vào trong như bút bi thường, và "Bullet pen", có dạng không rụt đầu bi vào được và ngắn hơn bút bi thường khi đậy nắp nhưng dài như bút thường khi tháo nắp gắn lên đuôi bút để viết.
Nhiều mẫu bút của Fisher Space Pen được công bố có thời gian sử dụng trung bình là "trọn đời"; con số chính xác là 30,7 dặm hay 49,40 km.

## Công nghệ
Bút Không Gian có đầu bi làm từ wolfram(IV) carbide siêu cứng và thiết kế vừa khít để chống rò rỉ. Một phao trượt ngăn cách mực và khí nén. Mực viết xúc biến nằm trong ống mực hàn kín và được nén khí, có thể viết lâu gấp ba lần bút bi thường. Viết có thể dùng ở độ cao 12.500 foot (3.810 m) so với mực nước biển. Mực ra khỏi ống bằng khí nitơ nén ở áp suất 35 psi (240 kPa). Nhiệt độ hoạt động được của bút là −25 °C tới 120 °C . Bút có thời hạn sử dụng một thế kỷ.

## Sử dụng trong không gian
Một nguồn tin phổ biến nhưng không xác thực cho biết, đối diện với vấn đề bút bi không dùng được trong môi trường không trọng lực, NASA đã chi rất nhiều tiền để phát triển loại bút dùng trong các chuyến du hành vũ trụ và cho ra kết quả là Bút Không Gian, trong khi đó Liên Xô lại chọn giải pháp vừa dễ vừa rẻ là dùng bút chì.
Các phi hành gia người Nga dùng viết chì và viết sáp viết trên bảng nhựa đen cho tới khi chấp nhận sử dụng Bút Không Gian vào năm 1969, với việc nước này mua 100 chiếc để dùng cho toàn bộ các nhiệm vụ trong tương lai. Các chương trình của NASA trước đây cũng dùng viết chì (ví dụ như lần đặt hàng viết chì kỹ thuật năm 1965) nhưng vì mối nguy quá lớn khi các đầu chì vỡ và bụi chì bay tán loạn trong môi trường không trọng lực làm hỏng các thiết bị điện tử cũng như gỗ làm viết chì quá dễ cháy, họ vẫn cần phương án tốt hơn. NASA chưa bao giờ yêu cầu Paul Fisher chế bút và Fisher cũng không nhận được bất kỳ nguồn tài trợ nào của chính phủ. Ông độc lập chế tạo và vào năm 1965 thì mời NASA dùng thử. Sau nhiều thử nghiệm quy mô lớn, NASA quyết định dùng Bút Không Gian trong các nhiệm vụ Apollo trong tương lai. Theo báo cáo năm 1967, NASA đã mua khoảng 400 cây bút với giá 6 đô la Mỹ một cây.
Năm 2008, cây bút Apollo 17 của Gene Cernan được bán đấu giá lên đến 23.900 đô la Mỹ.